# 조나탕 아이테
조나탕 아이테(Jonathan Ayite, 1985년 7월 12일 ~ )은 프랑스에서 태어난 토고의 축구 선수이다.

## 경력
- 2010년 아프리카 네이션스컵 토고 축구 국가대표팀
- 2013년 아프리카 네이션스컵 토고 축구 국가대표팀